# Per Olov Enquist
Pour les articles homonymes, voir Enquist.
Per Olov Enquist, qui signe souvent P.O. Enquist, né le 23 septembre 1934 à Hjoggböle (Suède) et mort le 25 avril 2020 à Vaxholm (Suède), est un écrivain, dramaturge, scénariste et journaliste suédois.

## Biographie
Per Olov Enquist fait des études supérieures en histoire à l'université d'Uppsala. Entre 1965 et 1976, il travaille ensuite comme éditorialiste dans le milieu de la presse et comme animateur à la télévision. Au début des années 1970, il vit un an à Berlin dans le cadre d'un échange universitaire de l'association de la DAAD. Il est également professeur invité de l'université de Californie à Los Angeles en 1973. À partir de 1977, il se consacre entièrement à l'écriture.
Il a également écrit plusieurs pièces de théâtre, dont une sur la femme de lettres Selma Lagerlöf, des ouvrages de littérature d'enfance et de jeunesse et une biographie du dramaturge August Strindberg. Il a participé à l'écriture de quelques scénarios, dont ceux des films Pelle le Conquérant (1987) de Bille August et Hamsun (1996) de Jan Troell.
Il est élu membre de l'Académie des arts de Berlin en 1996.
En 2003, il reçoit le Prix Nelly-Sachs.
Le « prix de l’État autrichien pour la littérature européenne » lui a été décerné en juillet 2010.
Il souffre d'alcoolisme pendant plusieurs années. Il en guérit lors de sa troisième cure de désintoxication grâce à l'écriture.
Per Olov Enquist meurt le 25 avril 2020 à l’âge de 85 ans.

## Analyse
(avril 2020).
- Si vous ne connaissez pas le sujet, laissez ce bandeau (vous pouvez alors contacter les auteurs).
- Si vous supprimez le contenu mis en cause (vous pouvez préalablement contacter les auteurs),

argumentez précisément cette suppression dans la page de discussion
(un manque de référence n'est pas un argument ; une recherche réelle de référence doit avoir été effectuée, être formellement documentée).
Son originalité est qu'il développe un style de roman à base documentaire, où la fiction part toujours d'une réalité avérée pour ensuite aboutir à des récits très structurés mêlant la biographie et le roman, les faits réels et la pure invention. C'est ce qu'il a fait, par exemple dans Le Médecin personnel du roi (prix du Meilleur Livre étranger), livre dans lequel il raconte le destin hors du commun de Struensee, qui fut au XVIIIe siècle le médecin et le conseiller de Christian VII, roi du Danemark, ou dans L'Extradition des Baltes (grand prix de littérature du Conseil nordique en 1969) qui mélange l'interview et la fiction pour montrer les dessous de la neutralité suédoise. Cette part d'invention permet ainsi de mieux cerner une époque ou une société, d'en relier des phénomènes, de nous en offrir une vision critique. 
On peut ainsi le rattacher au mouvement « documentariste » qui a ses racines dans les expériences sociales avancées de la Suède dans les années 1960. Il s'agit d'une littérature expérimentale qui combine les genres du reportage, du rapport ou de l'instruction juridique avec les formes traditionnelles du roman. Ce mouvement a, en son temps, alimenté la contestation des institutions suédoises.
Per Olov Enquist se distingue, par rapport à d'autres auteurs de ce mouvement, par sa capacité à conter une histoire malgré son refus des normes narratives classiques et par son attrait pour des personnages, réels ou inventés, hors normes, parfois monstrueux, mieux à même de nous restituer la réalité d'une époque.

## Blanche et Marie
Son dernier livre (2005) est Blanche et Marie (voir Blanche Wittman, Marie Curie et Jane Avril). Ce roman oppose et réunit deux portraits de femmes : d'un côté Blanche Wittman, célèbre patiente de Charcot à la Salpêtrière, gigantesque asile et hôpital qui vit dans une sorte d’obscurantisme moyenâgeux, de l’autre Marie Curie qui participe de la création de la science et du monde moderne. Per Olov Enquist présente Blanche comme une femme qui, à la fin du XIXe siècle a été la plus vue, touchée, expliquée, montrée, décortiquée mais qui n'a jamais rien dit ou dont on n'a rien recueilli. Il lui donne donc la parole dans cette fiction : il lui invente des carnets qu'elle aurait tenus, puis une rencontre avec Marie Curie dont elle serait devenue l'assistante. Ce roman est emblématique de la manière d'écrire de Per Olov Enquist qui mêle toujours fictions et faits réels sans qu'il soit toujours aisé, pour le lecteur, de démêler les uns des autres.

## Œuvre

### Romans
- Kristallögat (1961)
- Färdvägen (1963)
- Magnetisörens femte vinter (1964) Publié en français sous le titre Le Cinquième Hiver du magnétiseur, traduit par Marc et Léna de Gouvenain, Paris, Flammarion, coll. « Connections », 1976, 237 p.  (ISBN 2-08-060828-2) ; réédition, Arles, Actes Sud, coll. « Babel » no 511, 2001  (ISBN 2-7427-3531-3) Le roman a servi de base au scénario du film dano-norvégien-suédois Magnetisörens femte vinter réalisé par Morten Henriksen et sorti en 1999.
- Bröderna Casey (1964), écrit en collaboration avec Leif Nylén et Torsten Ekbom, puis publié sous le pseudonyme collectif de Peter Husberg
- Hess (1966) Publié en français sous le titre Hess, traduit par Marc de Gouvenain, Paris, l'Herne, 1971, 363 p.
- Legionärerna. En bok om baltutlämningen (1968) Publié en français sous le titre L'Extradition des Baltes, traduit par Marc de Gouvenain et Lena Grumbach, Arles, Actes Sud, 1985, 521 p.  (ISBN 2-86869-020-3) ; réédition, Arles, Actes Sud, coll. « Babel » no 449, 2000  (ISBN 2-7427-2920-8)
- Sekonden (1971) Publié en français sous le titre Le Second, traduit par Marc de Gouvenain et Lena Grumbach, Arles, Actes Sud, coll. « Lettres scandinaves », 1989, 389 p.  (ISBN 2-86869-448-9)
- Musikanternas uttåg (1978) Publié en français sous le titre Le Départ des musiciens, traduit par Marc de Gouvenain et Léna Grumbach, Paris, Flammarion, coll. « Connections », 1980, 376 p.  (ISBN 2-08-064269-3) ; réédition, Arles, Actes Sud, coll. « Babel » no 767, 2006  (ISBN 2-7427-6283-3)
- Doktor Mabuses nya testamente (1982), écrit en collaboration avec Anders Ehnmark
- Nedstörtad ängel (1985) Publié en français sous le titre L'Ange déchu : un roman d'amour, Arles, Actes Sud, 1986, 123 p.  (ISBN 2-86869-082-3)
- Kapten Nemos bibliotek (1991) Publié en français sous le titre La Bibliothèque du capitaine Nemo, traduit par Marc de Gouvenain et Lena Grumbach, Arles, Actes Sud, coll. « Lettres scandinaves », 1992, 257 p.  (ISBN 2-86869-895-6)
- Livläkarens besök (1999) - prix du Meilleur livre étranger 2001 Publié en français sous le titre Le Médecin personnel du roi, traduit par Marc de Gouvenain et Lena Grumbach, Arles, Actes Sud, coll. « Lettres scandinaves », 2000, 366 p.  (ISBN 2-7427-2904-6) ; réédition, Arles, Actes Sud, coll. « Babel » no 553, 2002  (ISBN 2-7427-3943-2)
- Lewis resa (2001), écrit en collaboration avec Lewi Pethrus
- Boken om Blanche och Marie (2004) Publié en français sous le titre Blanche et Marie, traduit par Lena Grumbach et Catherine Marcus, Arles, Actes Sud, coll. « Lettres scandinaves », 2005, 260 p.  (ISBN 2-7427-5889-5) ; réédition, Arles, Actes Sud, coll. « Babel » no 806, 2007  (ISBN 978-2-7427-6776-2)
- Liknelseboken (2013) Publié en français sous le titre Le Livre des paraboles, traduit par Anne Karila, Maja Thrane, Arles, Actes Sud, coll. « Lettres scandinaves », 2014, 240 p.  (ISBN 978-2-330-03474-0)

### Recueil de nouvelles
- Berättelser från de inställda upprorens tid (1974) Publié en français sous le titre Récits du temps des révoltes ajournées, traduit par Marc de Gouvenain et Lena Grumbach, Paris, Critérion, 1992, 208 p.  (ISBN 2-7413-0039-9)

### Littérature d'enfance et de jeunesse
- De tre grottornas berg (2003) Publié en français sous le titre Grand-père et les Loups, traduit par Agneta Ségol, Genève, La Joie de Lire, 2008, 128 p.  (ISBN 978-2-88258-406-9)
- Den tredje grottans hemlighet (2011) Publié en français sous le titre La Montagne aux trois grottes, traduit par Marianne Ségol-Samoy et Karin Serres, Genève, La Joie de Lire, 2011, 210 p.  (ISBN 978-2-88908-068-7)

### Théâtre
- Tribadernas natt (1975) Publié en français sous le titre La Nuit des tribades, traduit par Jacques Robnard et Jan Ivarsson, L'avant-scène théâtre no 633, 1978
- Chez nous (1976), écrit en collaboration avec Anders Ehnmark
- Mannen på trottoaren (1979), écrit en collaboration avec Anders Ehnmark
- Till Fedra (1980) Publié en français sous le titre Pour Phèdre, drame, traduit par Philippe Bouquet, Caen, Presses universitaires de Caen, coll. « Collection nordique », 1995, 129 p.  (ISBN 2-84133-044-3)
- Från regnormarnas liv (1981)
- Protagoras sats. På spaning efter det politiska förnuftet (1987), écrit en collaboration avec Anders Ehnmark
- I lodjurets timma, drame (1988) Publié en français sous le titre L'Heure du lynx, traduit par Asa Roussel, Arles, Actes Sud, coll. « Actes Sud-Papiers », 1989, 51 p.  (ISBN 2-86943-214-3)
- Tupilak (1993)
- Maria Stuart (1994) Publié en français sous le titre Marie Stuart : trente-neuf tableaux sur l'amour et la mort, d'après la tragédie de Friedrich von Schiller, traduit par Philippe Bouquet, Nantes, L'Élan, 1997, 47 p.  (ISBN 2-909027-30-9)
- Bildmakarna, drame (1998) Publié en français sous le titre Selma, traduit et adapté par Marc de Gouvenain et Lena Grumbach, Arles, Actes Sud, coll. « Actes Sud-Papiers », 2001, 62-[16] p.  (ISBN 2-7427-3203-9)

### Autobiographies
- Ett annat liv (2008) Publié en français sous le titre Une autre vie, traduit par Lena Grumbach et Catherine Marcus, Arles, Actes Sud, coll. « Lettres scandinaves », 2010, 480 p.  (ISBN 978-2-7427-8792-0)
- Liknelseboken: en kärlekshistoria (2013)

### Autres publications
- Sextiotalskritik (1966), recueil d'essais
- Katedralen i München (1972) Publié en français sous le titre La Cathédrale olympique ou Munich 72, traduit par Marc de Gouvenain et Lena Grumbach, Aix-en-Provence, Pandora, coll. « Pandora-domaine nordique », 1980, 198 p.  (ISBN 2-86371-014-1)
- Två reportage om Idrott (1972) Publié en français sous le titre Écrits sur le sport, traduit par Marc de Gouvenain et Lena Grumbach, Arles, Actes Sud, coll. « Lettres scandinaves », 1988, 349 p.  (ISBN 2-86869-239-7) Réunit : La Cathédrale olympique et Mexique 1986
- August Strindberg ett liv (1984) Publié en français sous le titre Strindberg, une vie, Paris, Flammarion, 1985, 249 p.  (ISBN 2-08-064817-9)
- Kartritarna (1992), recueil d'essais
- Hamsun (1996) Publié en français sous le titre Hamsun : récit-scénario, traduit par Marc de Gouvenain et Lena Grumbach, Arles, Actes Sud, coll. « Lettres scandinaves », 1996, 231 p.  (ISBN 2-7427-0829-4)